# مهرداد کرم‌زاده
مهرداد کرم‌زاده، ورزشکار بوشهری دارنده نشان نقره و عنوان نایب‌قهرمانی مسابقات پارالمپیک لندن (۲۰۱۲) در رشته پرتاب دیسک مردان F۴۲ (دوومیدانی) از ایران است.
دست ندادن وی با عروس ملکه انگلستان کاترین میدلتون (دوشس کمبریج)، همسر شاهزاده ویلیام در رسانه‌های انگلیسی و غربی بازتاب زیادی داشت. کرم زاده اظهار داشت: 
«در مورد دست ندادن با وی هماهنگ کرده بودم و با این حرکت قصد هیچ‌گونه بی‌احترامی به وی نداشتم و با کمال احترام با وی برخورد کردم.»